# Lamerica
Lamerica est un film italien réalisé par Gianni Amelio, sorti en 1994.

## Synopsis
Flore et Gino, deux petits arnaqueurs italiens, arrivent en Albanie en espérant pouvoir tirer profit du relatif chaos qui a suivi la chute du communisme. Ils souhaitent faire l'acquisition d'une usine de chaussures. Mais le gouvernement refuse de la leur vendre si ces derniers ne s'associent pas avec un albanais.

## Fiche technique
- Titre : Lamerica
- Réalisation : Gianni Amelio
- Scénario : Gianni Amelio, Andrea Porporati et Alessandro Sermoneta
- Production : Mario Cecchi Gori, Vittorio Cecchi Gori et Enzo Porcelli
- Musique : Franco Piersanti
- Pays d'origine : Italie
- Genre : drame
- Durée : 116 minutes
- Date de sortie :  1994

## Distribution
- Enrico Lo Verso : Gino
- Michele Placido : Fiore
- Piro Milkani : Selimi
- Carmelo Di Mazzarelli : Spiro

## Distinctions

### Récompenses
- Prix du cinéma européen 1994 : Meilleur film
- Mostra de Venise 1994 : Meilleur réalisateur
- Prix Goya 1996 : meilleur film européen